# Palais Rohan (Straatsburg)

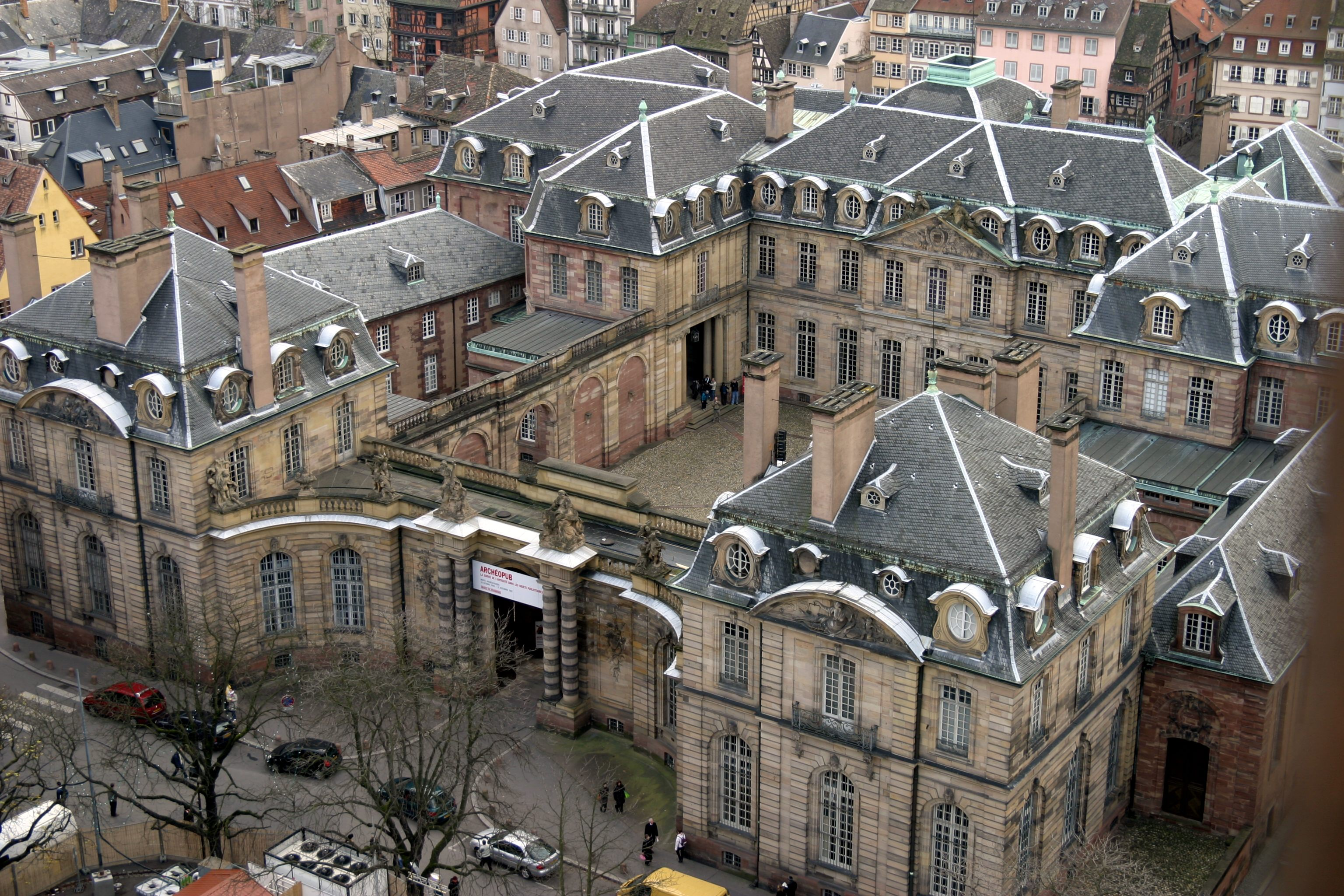
Zicht vanaf de Kathedraal van Straatsburg

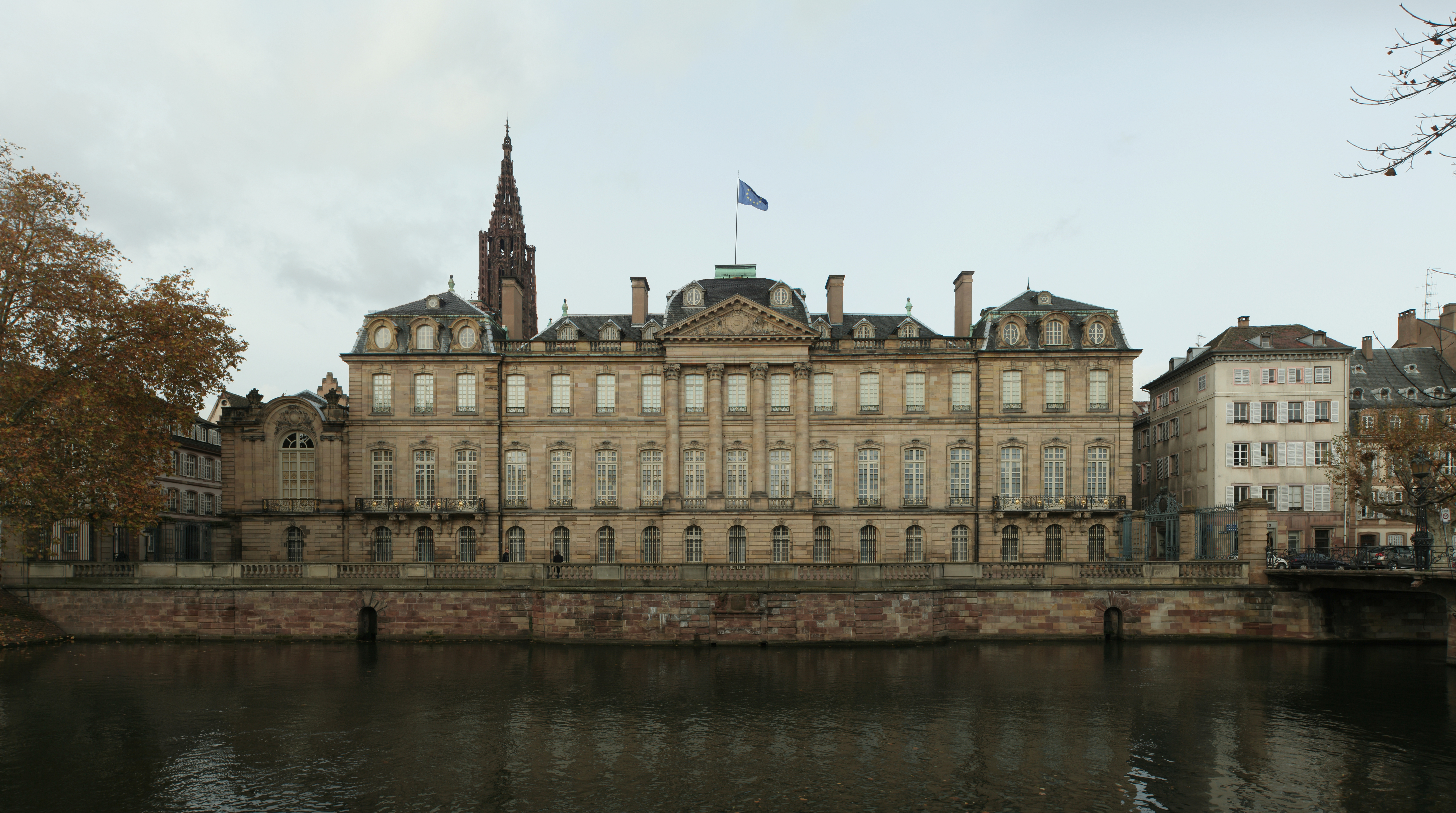
Gevel aan de rivier de Ill

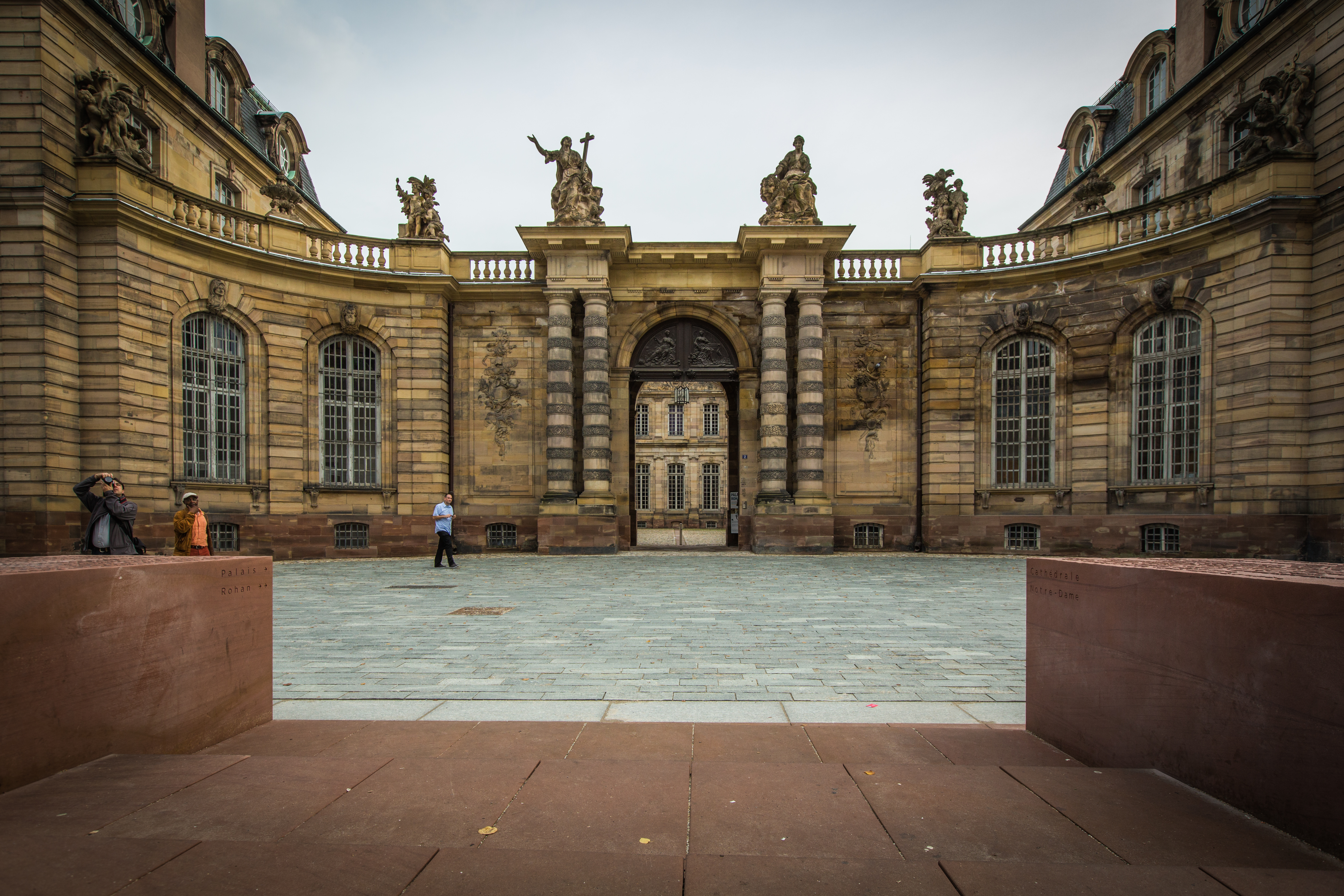
Hoofdingang met standbeelden door Johann August Nahl

Het Palais Rohan is een historisch monument en museumgebouw in de Franse stad Straatsburg. Het is de belangrijkste expressie van de lokale barokarchitectuur, en de zetel van drie stedelijke musea: het Musée archéologique in de kelder, het Musée des Arts décoratifs op de begane grond, en het Musée des Beaux-Arts op de eerste en tweede verdieping. Voorts bevindt de Galerie Robert Heitz zich in een zijvleugel.

## Geschiedenis
Het paleis werd tussen 1731 en 1742 gebouwd in opdracht van kardinaal Armand-Gaston-Maximilien de Rohan-Soubise. De bouwmeester Joseph Massol (1706-1771) gebruikte een ontwerp van Robert de Cotte. Op de plek van het paleis stond voorheen de aartsbisschoppelijke residentie, het zogenaamde Palatium (gebouwd vanaf 1262). Het nieuwe paleis diende de vier opeenvolgende prins-bisschoppen en kardinalen van de familie Rohan als stadsresidentie (van 1704 tot 1803).
In 1744 verbleef koning Lodewijk XV in het paleis, en in 1770 Marie-Antoinette (op weg van Wenen naar Versailles om te huwen). Napoleon Bonaparte, die er was in 1805, 1806 en 1809, liet enkele kamers opnieuw inrichten naar zijn smaak en die van zijn vrouw Joséphine de Beauharnais. Zijn toekomstige tweede vrouw Marie-Louise bracht in 1810 haar eerste nacht op Frans grondgebied door in het paleis. In 1828 was het de beurt aan koning Karel X.
Na de Frans-Duitse Oorlog werd de stad ingelijfd bij het Duitse Keizerrijk. Het Palais Rohan kreeg een nieuwe bestemming en werd van 1872 tot 1898 de hoofdzetel van de Universiteit van Straatsburg. Door de bouw van een nieuwe universiteit kon het Kunstmuseum in 1899 zijn intrek nemen in het Palais Rohan.
Op 11 augustus 1944 werd het gebouw beschadigd door een Brits-Amerikaans luchtbombardement. De collectie was grotendeels in veiligheid gebracht en het museum kon na de oorlog met enige herstelwerkzaamheden weer openen. In 1947 brak brand uit in de reserves van het paleis. Pas in de jaren negentig werd de restauratie van het gebouw voltooid.